# Zentrum für Testentwicklung und Diagnostik

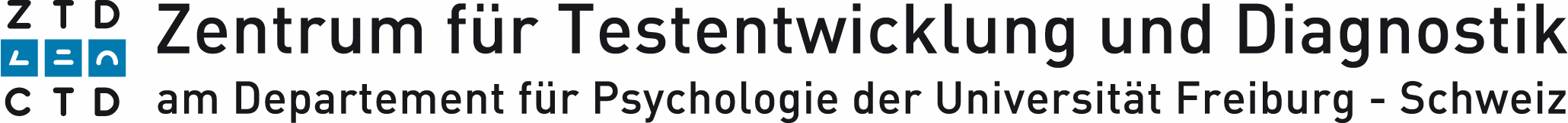
ZTD-Banner

Das Zentrum für Testentwicklung und Diagnostik (ZTD) besteht seit 1994 am Departement für Psychologie der Universität Freiburg (Schweiz). Es wurde auf Initiative der Schweizerischen Hochschulkonferenz, der Vorläuferorganisation der Schweizerischen Universitätskonferenz als mit der Universität assoziierte Einrichtung gegründet.
Seine wichtigste Aufgabe ist die jährliche Bereitstellung, Anwendung und Auswertung des Eignungstests für das Medizinstudium (EMS) in der Schweiz. Von 2006 bis 2012 wurde der EMS auch in Österreich (Wien und Innsbruck) am gleichen Tage wie in der Schweiz durchgeführt. 2012 gab es einen verkürzten EMS für Zahnmedizin in Österreich, der gemeinsam mit einem manipulativen Test eingesetzt wird.
Seit Mai 2018 ist das ZTD auch ein offizielles Institut der Universität Freiburg (Schweiz) am Departement für Psychologie mit Beibehaltung der Hauptaufgabe "Eignungstest" unter der Governance von swissuniversities. Die Anpassung war notwendig, um heutigen administrativen Anforderungen bei der Weiterführung des Projektes und einer neuen Vertragsbasis ab 2019 zu entsprechen.
Ein Online-Self-Assessment wird als Hilfsmittel für Studienbewerbungen seit 2010 in Verbindung mit einer Studienberatungsseite angeboten und im Kontext des EMS weiterhin eingesetzt, um auch die "Soft Skills" bei einer Entscheidung für das Medizinstudium zu berücksichtigen.
Weitere Projekte werden auf Drittmittelbasis bearbeitet, so z. B. die Entwicklung und Herausgabe computerbasierter psychodiagnostischer Verfahren im Hogrefe Testsystem (bis Ende 2012), die verkehrspsychologische Diagnostik, Bildungsevaluationen und andere.
Die Entwicklung eines neuen Ansatzes für das Qualitätsmanagement in der Psychotherapie erfolgte im Projekt „Qualitätsmanagement Psychotherapie“ in Zusammenarbeit mit Meinrad Perrez (Lehrstuhl für Klinische Psychologie Universität Freiburg, Schweiz).
Darüber hinaus engagiert sich das ZTD auf dem Gebiet der Qualitätssicherung in der Psychologischen Diagnostik, indem die vorhandenen Richtlinien und Normen vor allem in der Schweiz besser bekannt gemacht werden und sich auf dem sogenannten Psychomarkt nach und nach ebenfalls eine Nachfrage nach Qualität entwickelt.